# Арирачакаран, Ами Алисара
Ами Алисара Арирачакаран (тайск. อลิศรา อารีราชการัณย์, род. 1 мая 1986 года) — таиландская фигуристка, выступающая в одиночном катании. Она представляла Таиланд на Азиатских зимних играх 2005 года, на этапах Гран-при среди юниоров и Skate Asia. Начала кататься в четыре года. Несмотря на то, что она родилась в городе Талса, США, проживает в Таиланде — в Бангкоке. Её тренирует Чжан Вэй — китайский фигурист, в недавнем прошлом выступавший в танцах на льду.
| Сезон                  | 2002—2003 | 2003—2004 |
| ---------------------- | --------- | --------- |
| Чемпионат Таиланда     |           |           |
| Азиатские зимние игры  | 14        |           |
| Гран-при среди юниоров |           | 22        |